# Eisenwerk und Stahlrohre Hilden
In Hilden war von 1890 bis 1997 die Schwerindustrie an drei Hauptstandorten angesiedelt.
Die Schwerindustriestandorte waren:
1. Östlich der Bahnlinie. Siehe Hauptartikel Röhrenwerk Coppel – Kronprinz – Mannesmann (Hilden)
2. Westlich, parallel der Bahnlinie mit den Firmen Hildener Gewerkschaft bis Vaillant
3. Westlich der Bahnlinie zwischen Nieden- und Eichenstraße mit den Firmen Phoenix-Rheinrohr bis Mannesmannröhrenwerk

Beide westlichen Standorte lagen an der Eichenstraße. Sie ging damals von der Niedenstraße im Westen bis zur Bahnlinie im Osten. Heute ist sie in die westliche Eichenstraße und die östliche Otto-Hahn-Straße geteilt.

## Eisenerzvorkommen (1857–1890)
Am 1. Juli 1857 richtete der Kaufmann und Grubenbesitzer Carl Wilhelm Rüping aus Düsseldorf an den Königlichen Bergreferendarius Eugen Klenze (* 25. August 1832 in Köln; † 28. März 188 in New York) in Düsseldorf ein Gesuch um Mutung auf Raseneisenerze in Hilden, die dort lagerartig vorkämen und durch Schürfarbeit aufgefunden wurden. Der Fundort lag in der Winkelsheide bei der Stelle, an der die drei Bürgermeistereien Hilden, Merscheid und Richrath zusammenstießen. Es handelte sich um drei Fundstellen, im späteren Verlauf der Angelegenheit seitens des Oberbergamtes Bonn mit "Hilden", "Hilden III" und "Hilden IV" bezeichnet.
Die Fundstelle "Hilden" lag im ehemaligen „Geschworenen-Revier Solingen“, Bürgermeisterei Merscheid, auf der Parzelle Flur 1 Nr. 210. Grundeigentümer war Peter Volberg aus Ohligs.
"Hilden III" lag in der Bürgermeisterei Richrath auf der Parzelle Flur 7 Nr. 77. Grundeigentümer waren die Brüder Jakob und Joseph Kaufmann in Köln.
"Hilden IV" lag in der Bürgermeisterei Hilden auf der Parzelle Flur 6 Nr. 419.
Bergassessor Friedrich Giesler (* 17. April 1832 in Siegen; † 1889) beantragte nach den durchgeführten Verhandlungen am 11. September 1865 beim Oberbergamt in Bonn, dem C. W. Rüping, Düsseldorf, die Mutung zu verleihen. Die darauf ausgefertigten Bergeigentumsverleihungsurkunden über die Eisenerzbergbauwerke Hilden, Hilden III und Hilden IV tragen das Ausstellungsdatum vom 19. September 1865. C. W. Rüping hat seine „Berggerechtsame“ selbst nie ausgenützt.

## Westlich der Bahnlinie mit den FirmenHildener Gewerkschaft bis Vaillant

### Hildener Gewerkschaft (1890–1900)
Am 24. Januar 1890 kauften Rudolf Poensgen (* 21. April 1826 in Schleiden; † 8. April 1895 in Sanremo (Italien), begraben Nordfriedhof Düsseldorf) und Hermann Tellering (* 3. Januar 1834 in Ruhrort; † 2. Januar 1901 in Düsseldorf) zu gleichen Teilen von den Erben Rüping das Bergeigentumsrecht an den Bergwerken Hilden, Hilden III und Hilden IV für 6000 RM.
Am 27. September 1889 kaufte Rudolf Poensgen von den Erben des Kaufmanns Wilhelm Backhaus aus Mülheim-Saarn bzw. der offenen Handelsgesellschaft Wilhelm Backhaus sen. das in Hilden Flur 15 Nr. 1273/82 gelegene Grundstück in Größe von 5 ha 80 m², Hofraum mit Fabrikgelände, Wohnhaus und Eisengießerei mit mechanischer Werkstatt und brachte diesen Erwerb in die neu zu gründende Firma Hildener Gewerkschaft ein. Es lag westlich des Bahnhofs Hilden an der Bahnstrecke Mülheim-Speldorf – Düsseldorf-Eller – Hilden – Opladen – Troisdorf, die von der Rheinischen Eisenbahn-Gesellschaft am 18. November 1874 eröffnet worden war.
Die Hildener Gewerkschaft bezweckte den Bau und Betrieb der erworbenen Bergwerke nebst damit zusammenhängenden Unternehmungen zur Verwertung von Bergwerksprodukten in gewerblichen Anlagen und Fabriken. Zu einem bergmännischen Abbau von Eisenerzen auf den erworbenen Grubenfeldern ist es nie gekommen.

### Walzwerk und Gießerei der Hildener Gewerkschaft (1900–1904)
Das Eisenwerk der Hildener Gewerkschaft bestand zunächst aus einem Walzwerk auf dem von Rudolf Poensgen eingebrachten Grundstück (heute Otto-Hahn Straße).
1900 begann man mit dem Bau einer ersten Gießerei, in der der erste Guss am 2. März 1901 von gusseisernen Heizkörpern durchgeführt wurde. In der ersten Zeit wurden nur gusseiserne Rippenrohre, Kreuz- und S-Elemente gegossen, später wurde mit dem Guss von Radiatoren begonnen. Zur Gießerei gehörte eine Kernmacherei, ein Ofenhaus für zwei Kupolöfen von je 5000 kg stündlicher Schmelzung. Die Gussteile wurden in der Metallwerkstatt weiterbearbeitet. Auf dem Heizsektor gewann das Werk bald an Bedeutung. Die Belegschaft betrug zu dieser Zeit ca. 200 Arbeiter. Bereits im Herbst 1903 wurden bedeutende Vergrößerungen vorgenommen, auf dem Grundstück Flur 15, Parzelle 1216/82 (Nieden- und Eichenstraße) wurde eine zweite Eisengießerei errichtet, im Frühjahr 1904 wurde das Werk mit Büro- und Direktionsgebäude erweitert.

### Balcke, Tellering & Co. A.G. (1904–1916)
Am 15. April 1904 verkaufte die Hildener Gewerkschaft das von Poensgen eingebrachte Grundstück an die Firma Balcke, Tellering & Co. A.G. in Benrath für 580.000 Mark. Die Firma Balcke, Tellering & Co. A.G. stellte schmiedeeiserne Röhren und nahtlose Stahlröhren her. Die Käuferin gründete dort und auf dem Grundstück Flur 15, Parzelle 1102/81 in Hilden Telleringstraße eine Zweigniederlassung unter dem Namen Balcke, Tellering & Co. A.G., Benrath, Abt. Hilden. Sie vergrößerte das Werksgelände auf 11,9 ha. Die Hildener Abteilung umfasste zwei Werke, eine Eisengießerei und ein Röhrenwerk. Das alte Walzwerk wurde stillgelegt und ein neues Pilgerwalzwerk sowie ein Gasrohrwerk errichtet. Es wurden je zwei Dampf- und Lufthämmer installiert. Im Herbst wurde mit dem Bau einer zweiten Gießerei begonnen, in der im Herbst 1905 der erste Guss stattfand.
Neu eingestellt wurden die Ingenieure Alfred Canet und Wilhelm Wülfing, der das Werk leitete. Ab 1905 war Friedrich Nebe, ein Schwiegersohn von Hermann Tellering, Direktor der Werke Hilden und Benrath.
1907 wurde mit dem Bau der dritten Gießerei begonnen, in der Zentralheizungs-Gliederkessel gefertigt wurden. Das bekannteste Produkt des Werks war lange Zeit der „Hildener Kessel“. Die Hildener Belegschaft stieg auf 1650 Arbeiter.

### Rheinische Stahlwerke, Abt. Röhrenwerk, Hilden (1916–1926)
Nachdem bereits seit dem Sommer 1911 eine "Interessengemeinschaft" bestanden hatte, ging am 1. Juli 1916 die "Balcke, Tellering & Co. A.G." mit der Zweigniederlassung Hilden durch Fusion auf die Rheinischen Stahlwerke in Duisburg-Meiderich über. Diese betrieb auf dem ehemaligen und erweiterten Besitz der Hildener Gewerkschaft eine Zweigniederlassung unter dem Namen Rheinische Stahlwerke, Abt. Röhrenwerk, Hilden. Unter ihr wurden Vergrößerungen des Röhrenwerkes durch erhebliche Geländezukäufe getätigt. Das neue Walzwerk fertigte nahtlose Rohre nach dem Mannesmann-Verfahren, geschweißte Stahlrohre, Rohrschlangen, Fittings, und Flansche.
Die Leitung des Werkes übernahm 1921 der Hüttendirektor Heinrich Esser (* 20. Juli 1879 in Duisburg-Hochfeld; † 13. Oktober 1955 in Hilden). Während seiner Zeit stieg die Belegschaft auf 2700 Mitarbeiter. 1923 produzierte die Rheinische Stahlwerke A.G. selbst Gas, und weil die Stadt nicht in der Lage war, eine ausreichende Menge zu liefern, wurden die angrenzenden Firmen Heimendahl & Keller und die Hermann Wiederhold Lackfabriken mit Genehmigung der Stadtverordnetenversammlung gleich mitversorgt.
Als im Jahre 1926 die Rheinische Stahlwerke AG und somit auch das Hildener Werk in die Vereinigte Stahlwerke AG übernommen wurden, erfolgte am 1. April 1926 die Stilllegung der gesamten Rohrwerksanlagen des Werkes Hilden. Die Abteilung Rheinische Stahlwerke Abt. Röhrenwerk Hilden war erloschen. In Hilden fertigte von da an nur noch das Röhrenwerk Coppel Rohre. Später wurde das Röhrenwerk Coppel von der Kronprinz AG übernommen und schließlich am 26. Januar 1970 auf die Mannesmannröhren-Werke GmbH übertragen.
Erst nach dem Zweiten Weltkrieg hat die  Phoenix-Rheinrohr AG Vereinigte Hütten- und Röhrenwerke, Düsseldorf auf dem ganz westlichen Gelände wieder Rohre gefertigt.

### Vereinigte Stahlwerke A.G. (1926–1932)
Auf dem gesamten Betriebsgelände wurde unter Leitung von Direktor Esser der Gießereibetrieb ausgebaut. Es wurden der „Rheinland-Radiator“ und verschiedene Kesseltypen entwickelt und erfolgreich vermarktet. Weiterhin wurden neue Kernmachereien für Radiatorkerne sowie auch für Groß- und Kleinkesselkerne für die Gussform entwickelt.

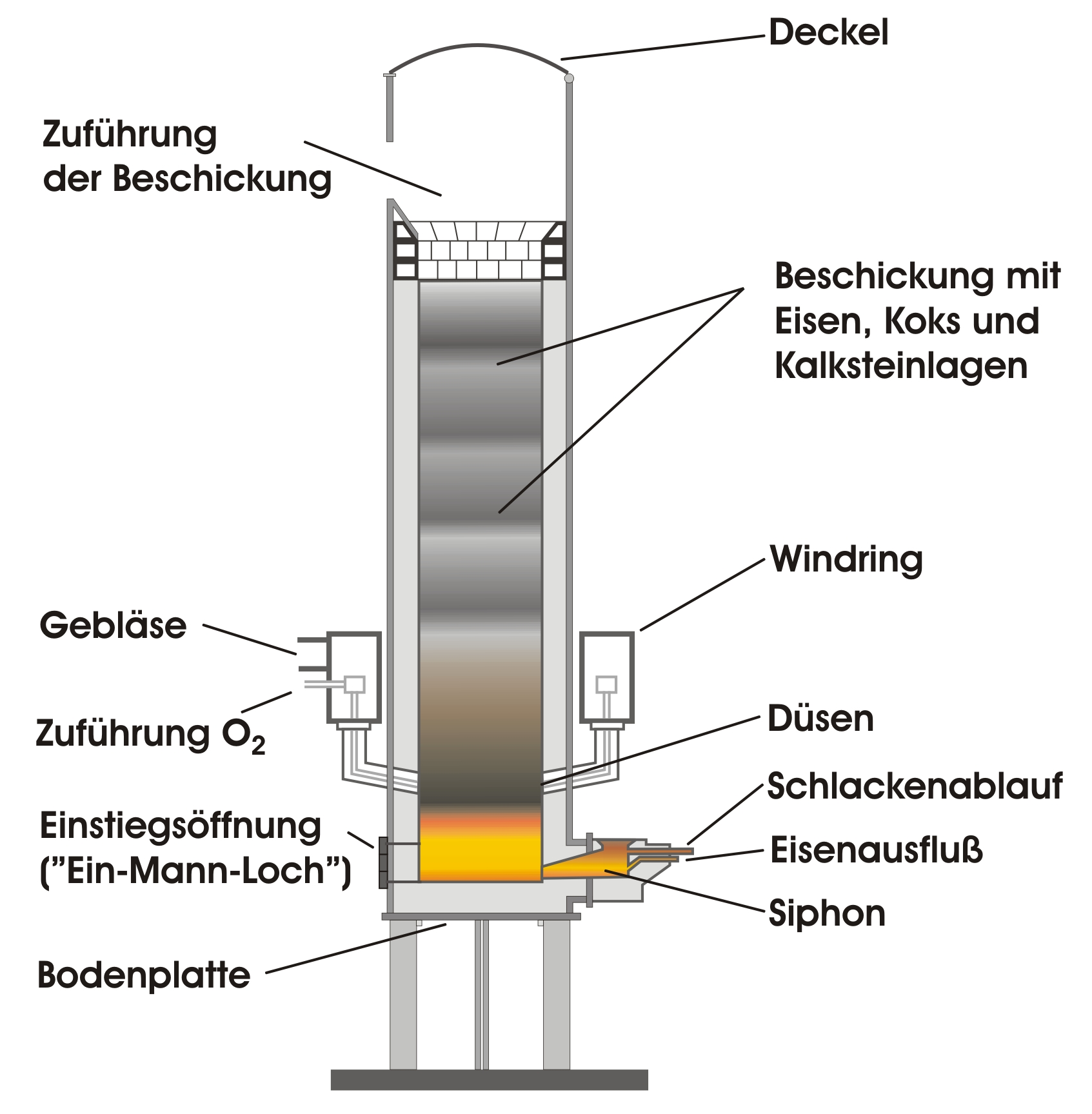
Schema eines Kupolofens

1928 wurde wegen des hohen Bedarfs an Heizkörpern für Zentralheizungen eine neue Kupolofenanlage mit einer Schmelzleistung bis zu 9 Tonnen in einer Stunde in Betrieb genommen.

### Deutsche Eisenwerke A.G. (1932–1945)
Nach der Umorganisation innerhalb der Vereinigten Stahlwerke im Jahre 1932 kam die Gießerei mit dem zugehörigen Kessel- und Radiatorwerk als Werk Hilden zu der Deutsche Eisenwerke A.G in Mülheim an der Ruhr. Sie wurde von Oberingenieur Johannes Wilberz (* 26. Mai 1888; † 5. September 1962) geleitet. In ihr wurden 1935 die Heizungsglieder für die Deutschlandhalle in Berlin gefertigt.

### Eisenwerk Hilden AG (1945–1952)
Im Juni 1945 übernahm Paul Schiegries (* 14. April 1893 in Essen; † 25. November 1964 in Hilden) die Werksleitung.
Nach dem Zweiten Weltkrieg wurde am 24. Mai 1952 im Zuge der Neuordnung der Eisen- und Stahlindustrie die Eisenwerk Hilden Aktiengesellschaft, gegründet, in die die Vermögenswerte der Deutsche Eisenwerke A.G; Betriebsabteilung Werk Hilden eingebracht wurden. Die Eisenwerk Hilden A.G. war zunächst selbständig. Obwohl die Kriegsschäden mit ca. 20 % im Vergleich zu anderen Werken niedrig waren und bereits im Herbst 1945 eine Genehmigung zur Produktionsaufnahme von Beheizungsanlagen erwirkt werden konnte, war der Neubeginn der Gießerei zunächst schleppend.
Durch den Wiederaufbau kam es zu einer großen Nachkriegsnachfrage nach Stahlblechradiatoren und gusseisernen Heizkörper sowie für Heizkessel für Koks-, Öl,- und Gasfeuerung.
Der Auftragseingang erforderte moderne Arbeitsmethoden der fließenden Fertigung. Die Arbeitsgänge in der Radiatorproduktion vom Blechstreifen, zum Stanzen, Einsetzen der Nippel, Zusammenheften der Gliederhälften, vom Punktschweißen zum Nahtschweißen und zur Einzelprüfung der Glieder auf einen Druck von 6 bis 8 atü, sowie der Zusammenbau und das Abpressen der fertigen Heizkörper erfolgte auf Karussellfließbändern. Das Werk lieferte die einzel-genippelten Radiatoren und die blockgeschweißten Heizkörper.
Auch in der Gießerei wurde bei der Herstellung von Gussradiatoren auf das System der fließenden Fertigung umgestellt. Alle Produktionsschritte waren miteinander verzahnt.
Im Januar 1950 hatten die Deutschen Eisenwerke A.G. bereits wieder 1200 Beschäftigte.

### Rheinische-Westfälische Eisen- und Stahlwerke AG Mülheim (Ruhr) (1952–1955)
Im Zuge der alliierten Entflechtung der Vereinigte Stahlwerke AG wurde 1952 die Rheinische-Westfälische Eisen- und Stahlwerke AG Mülheim (Ruhr) als Holding gegründet. Zu ihr gehörten zu je 100 %: die Eisenwerk Hilden AG; die Vereinigte Economiser-Werke GmbH in Hilden; die Eisenwerke Mülheim-Meiderich AG; die Eisenwerke Gelsenkirchen AG; die Gußstahlwerk Gelsenkirchen AG; 50 % Anteile an der Kokerei Alma in Gelsenkirchen und 10 % Minderanteile bei Kalksteinwerke GmbH Wülfrath und 7 % bei Westfälische Transport-Actien-Gesellschaft (WTAG). Diese Firmen wurden 1957 in der Rheinstahl AG verschmolzen. Die Holding erzeugte 1952 (1953) 536 000 (682 000) t Roheisen, 376 000 (393 000) t Grauguss, 37 000 (41 000) t Stahlformguss und 523 000 (465 0000) t Zement.
Zur Qualitätskontrolle und für die Entwicklung wurde 1955 an der Eichenstraße eine wärmetechnische Kesselversuchsanstalt errichtet.
Zur Erzeugung des 160 Tonnen pro Stunde flüssigen Eisens für die Fließbänder wurde 1956 das Werk mit mehreren neuen Heißwind-Kupolöfen ausgestattet. Durch die Winderhitzungsanlage nach Bauart der Vereinigte Economiser-Werke GmbH in Hilden (Eichenstraße 2) konnte den Kupolöfen Heißwind von 400 °C zugeführt werden. Die Vereinigte Economiser-Werke GmbH war eine Teilfirma der Rheinisch-Westfälische Eisen- und Stahlwerke Mülheim (Ruhr) AG.
Die Sandaufbereitungsanlage wurde 1956 in Hilden vollautomatisiert.

### Rheinstahl-Eisenwerk Hilden AG
Sie stellten ab 1956 Hochleistungsheizungskessel aus Stahl her.

### Rheinische Stahlwerke AG, Essen (1957–1969)
Am 1. Januar 1957 ging das inzwischen in Vereinsstahl- und Rheinstahlwerk Hilden umbenannte Werk als Tochterunternehmen in der Rheinische Stahlwerke AG, Essen auf. Sie stellten den sogenannten „Hildener Heizungskessel“ und Radiatoren her.
Sie nahmen ab 1958 Dreizugheizungskessel in das Erzeugungsprogramm mit auf. Sie waren schon auf die kommende Zeit der Erdgasverwertung vorbereitet. Sie belieferte Kesselwerke, Werften und die chemische Industrie. Im Jahr 1959 verarbeiteten sie 42 000 t Stahl.

### Rheinstahl Eco GmbH (1965–1969)
Der Firmenname Rheinstahl Eco GmbH bestand seit 1965.

### Rheinstahl-Bau- und Wärmetechnik, Wärmetechnik Hilden (1969–1972)
Die nächste Neuordnung brachte im Juli 1969 das Werk Hilden zur Gruppe Rheinstahl-Bauwirtschaft mit dem Schwerpunkt Bau- und Wärmetechnik. Zur sechsten „Internationale Ausstellung Sanitär – Heizung – Klima“ in Frankfurt zeigte Rheinstahl zwei neue Gas-Heizkesseltypen in Gliederblockbauweise die mit Erdgas beheizt wurden.
Sie eignen sich für Vier-Familien-Wohnhäuser bis zu Blockheizkraftwerken in Wohnsiedlungen.
Die Leiter des Betriebs waren die  Direktoren Günther Reiß und Egon Mertens.

### Thyssen Schalker Verein GmbH, Werk Wärmetechnik (1976–1983)
Nach der Übernahme von Rheinstahl durch Thyssen wurde die Hildener Gießerei 1976 zur Thyssen Schalker Verein GmbH, Werk Wärmetechnik. Sie gehörte mit ihrem Produktionsprogramm (Heizkessel aus Gusseisen, Heizkörper aus Gusseisen und Stahl, Öl- und Gasbrenner) zu den Branchenführern auf dem europäischen Markt
Weiterhin produzierten sie Rippenrohrwärmeaustauscher, Spiralrippenrohre.
Am 13. Januar 1982 beschloss der Aufsichtsrat des Thyssen-Betriebs Schalker Verein ein Sanierungskonzept für das Stahlunternehmen. Es sah die Stilllegung des Hochofens Gelsenkirchen innerhalb von drei Jahren sowie den Abbau von 1000 Arbeitsplätzen in Gelsenkirchen und Hilden vor.
Bei der Thyssen Schalker Verein GmbH, Werk Wärmetechnik, wurde die Gießerei 1983 stillgelegt. Dadurch gingen in Hilden rund 350 Arbeitsplätze verloren.

### Vaillant (1983–1999)
Im Oktober 1983 übernahm die Remscheider Firma Joh. Vaillant GmbH & Co. die Kesselfertigung des früheren Rheinstahlwerks der Thyssen-Schalker-Verein GmbH in Hilden. Vaillant produzierte auf dem Gelände der Gießerei Gas- und Ölheizkessel.
Am 16. Januar 1984 stand nach einer dumpfen Explosion das Vaillant Zentrallager an der Eichenstraße in Flammen.
Bei Werksschließung im Jahr 1997 wurden 160 der 220 Mitarbeiter Arbeitsplätze am neuen Standort in Bergheim angeboten.
Später nutzte sie bis 1999 die beiden Hallen nur noch als Lager.
Das Gelände mit 130.000 m² der Firma Vaillant wurde an die Unternehmensgruppe Lügro Immobilien GmbH aus Twistringen bei Bremen verkauft. Es hat die Hälfte der Fläche 2000 an die DIBAG Industriebau AG aus München weiterverkauft.
Am 11. September 2001 wurden die alten Betriebsgebäude auf dem ehemaligen Gelände der Firma Vaillant zwischen Otto-Hahn-Straße und Johann-Vaillant-Straße abgebrochen. Auf dem Areal von rund 73.000 m² entstand ein neues Gewerbegebiet mit Speditionen und Jugendwerkstatt.

## Westlich der Bahnlinie mit den FirmenPhoenix-Rheinrohr AG bis Mannesmannröhrenwerk

### Phoenix-Rheinrohr AG, Vereinigte Hütten und Röhrenwerke
Das große Werksgelände, das nach Kriegsende erst zu einem Drittel bebaut war, bot sich für Betriebserweiterungen der Düsseldorfer Edelstahlrohr Erzeugung an. Zuerst baute die Rheinischen Röhrenwerke der Phoenix-Rheinrohr AG sein Werk westlich des Eisenwerkes auf. Nachdem die August Thyssen-Hütte die Führung der Thyssenschen Montanunternehmen übernommen hatte, wurde 1966 der Firmenname in Thyssen Röhrenwerke geändert.
Die Phoenix-Rheinrohr AG, Vereinigte Hütten- und Röhrenwerke Düsseldorf erweiterte 1961 das Gelände bis zur Niedenstraße. Sie bauten einen schlichten, zweckmäßigen industriellen Neubau.
Um den Hildener Betrieb von Fremdzulieferungen mit Vormaterial unabhängig zu machen, wurde in der Halle eine mechanische Strangpresse mit hoher Presskraft aufgestellt. In ununterbrochener Weise konnten vom „Vollblock bis zum fertigen Rohr“ Rohre aus Normal- und Edelstahl gefertigt werden. Als Weiterverarbeitungsabteilungen sind zu nennen: Die Beize, die Kaltpilgermaschinen, die Glühöfen, und die Adjustier-Einrichtungen.
Der Standort übernahm Fertigungen aus Düsseldorf-Lierenfeld.
Der Verkauf der hier hergestellten Edelstahlrohre blieb bei der Mutter Thyssen-Röhrenwerke AG.

### Stahl- und Röhrenwerk Reisholz GmbH
Ab 1966 firmierte das Unternehmen als Stahl- und Röhrenwerk Reisholz GmbH Werk Hilden.

### Mannesmannröhrenwerk AG
Die Firma Mannesmannröhren-Werke AG hatte 1971 beschlossen die Rohrfertigung aus dem Hildener Werk Kronprinz (Schillerstraße) zu dem Stahl- und Röhrenwerk Reisholz, Werk Hilden in Hilden Eichenstraße 2 zu verlagern. In Hilden wurde im Februar 1972 die Zieherei stillgelegt.
Zum 1. Januar 1973 verkaufte die Thyssen-Bornemisza Gruppe ihre gesamten 50 % Anteile am Stahl- und Röhrenwerk an die Mannesmannröhren Werke AG, die damit alleiniger Eigentümer wurde.
Am 1. Januar 1973 wurde das Hildener Werk aus dem Stahl- und Röhrenwerk Reisholz voll ausgegliedert und wurde damit eine 100-%-Mannesmann-Tochter. 600 Beschäftigte gingen zum Mannesmannröhrenwerk über.
Im Jahr 1979 kam die Meldung, dass das Hildener Mannesmann-Werk wegrationalisiert wird. Die Produktion mit 660 Mitarbeitern ging von 1980 bis 1981 stufenweise auf andere Werke über.